# ماديسون بوست
ماديسون بوست هو سياسي أمريكي، ولد في 22 يناير 1815 في نيوجيرسي في الولايات المتحدة، وتوفي في 10 سبتمبر 1867 في تامبا في الولايات المتحدة. نشط حزبياً في حزب لا أدري. وقد انتخب عمدة تامبا، فلوريدا ‏ (10 فبراير 1858 – 12 فبراير 1859).